# جایزه آماندا
جایزهٔ آماندا (به نروژی: Amandaprisen) جایزه‌ای است که از سال ۱۹۸۵، سالانه از طرف جشنوارهٔ بین‌المللی فیلم نروژ به فیلم‌های نروژی و خارجی اهدا می‌شود. برندگان، جایزه‌ای را از طرف مجسمه‌سازی به نام کریستین کواکلند دریافت می‌کنند. نام این جایزه از زنی محلی و افسانه‌ای مربوط به دههٔ ۱۹۲۰ گرفته شده‌است. مراسم اهدای این جایزه در سراسر نروژ از تلویزیون پخش می‌شود.